# Sinagoga de Soragna
La sinagoga de Soragna es un lugar de culto judío ubicado en via Camillo Benso Conte di Cavour 43, junto a la Rocca Meli Lupi, en Soragna, en la provincia de Parma; desde 1981 forma parte integrante del Museo Judío Fausto Levi.

## Historia
La sinagoga original fue construida a principios del siglo XVII sin signos distintivos externos, la cual fue conocida como "Casa Grande delli Hebrei"; los judíos habían obtenido en 1584 del marqués Diofebo II Meli Lupi la concesión para comprar edificios en Soragna para ser utilizados como residencia o lugar de culto.
A mediados del siglo XIX la sinagoga fue completamente renovada en estilo neoclásico, conservando de la estructura precedente solo el aron de madera del siglo XVII, el cual fue trasladado en 1966 al oratorio de la Knesset, el Parlamento israelí; las obras, financiadas con el aporte de todas las familias de la comunidad y en proporción a su patrimonio, finalizaron el 22 de octubre de 1855.
Tras la aplicación de las leyes raciales en 1938, el edificio fue confiscado y utilizado durante algunos años como sede de la Casa del Fascio.
Alrededor de 1980, todo el edificio fue restaurado para convertirlo en la sede del nuevo museo judío; en 1981, el presidente de la comunidad judía de Parma, Fausto Levi, de quien posteriormente fue nombrado el museo, inauguró el itinerario de la exposición, donde se recogieron objetos y documentos de las antiguas comunidades judías de Soragna, Busseto, Fiorenzuola, Cortemaggiore y Monticelli d'Ongina.
En 2015, la sinagoga fue restaurada y reforzada estructuralmente.

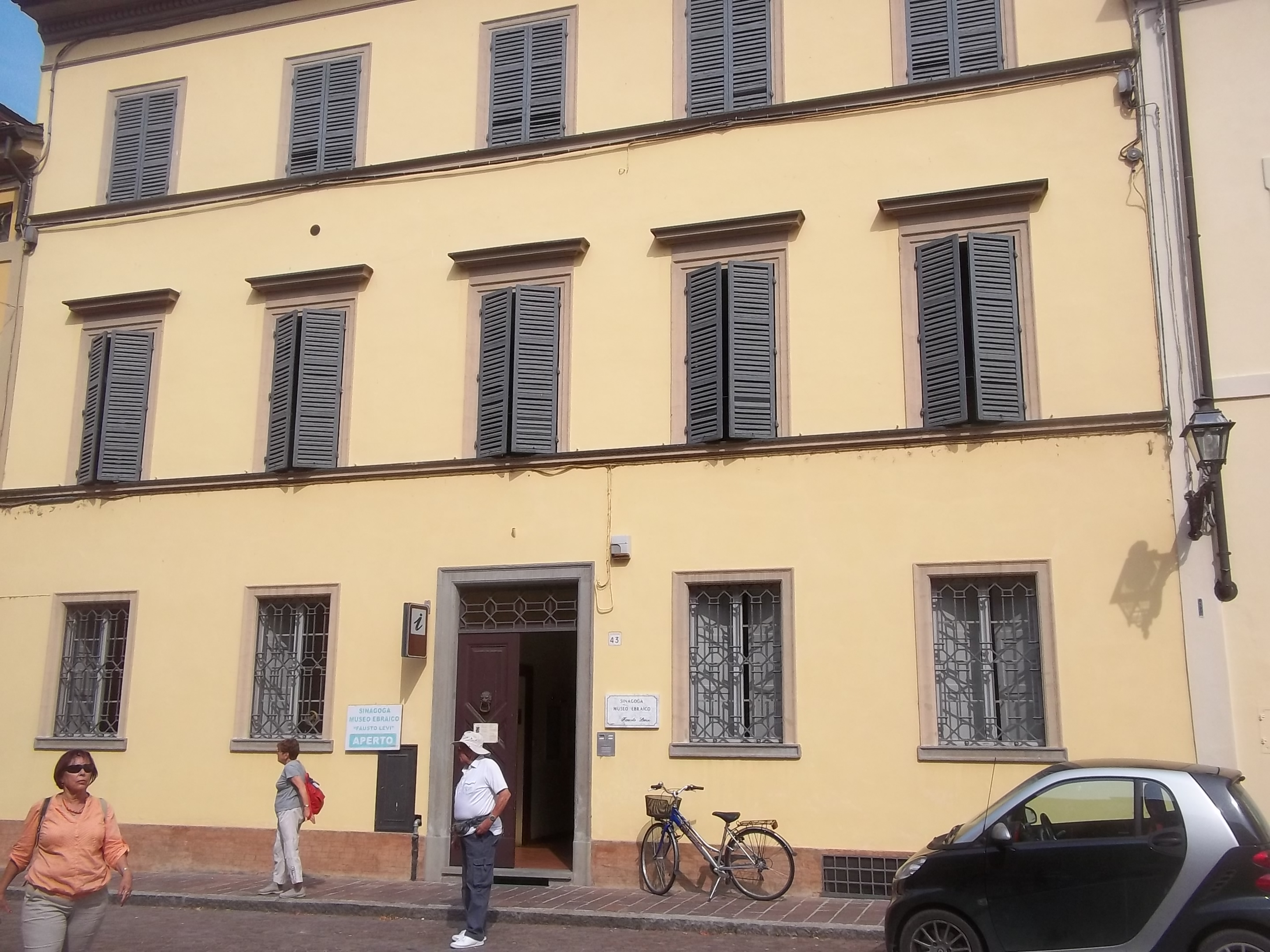
Fachada exterior del edificio

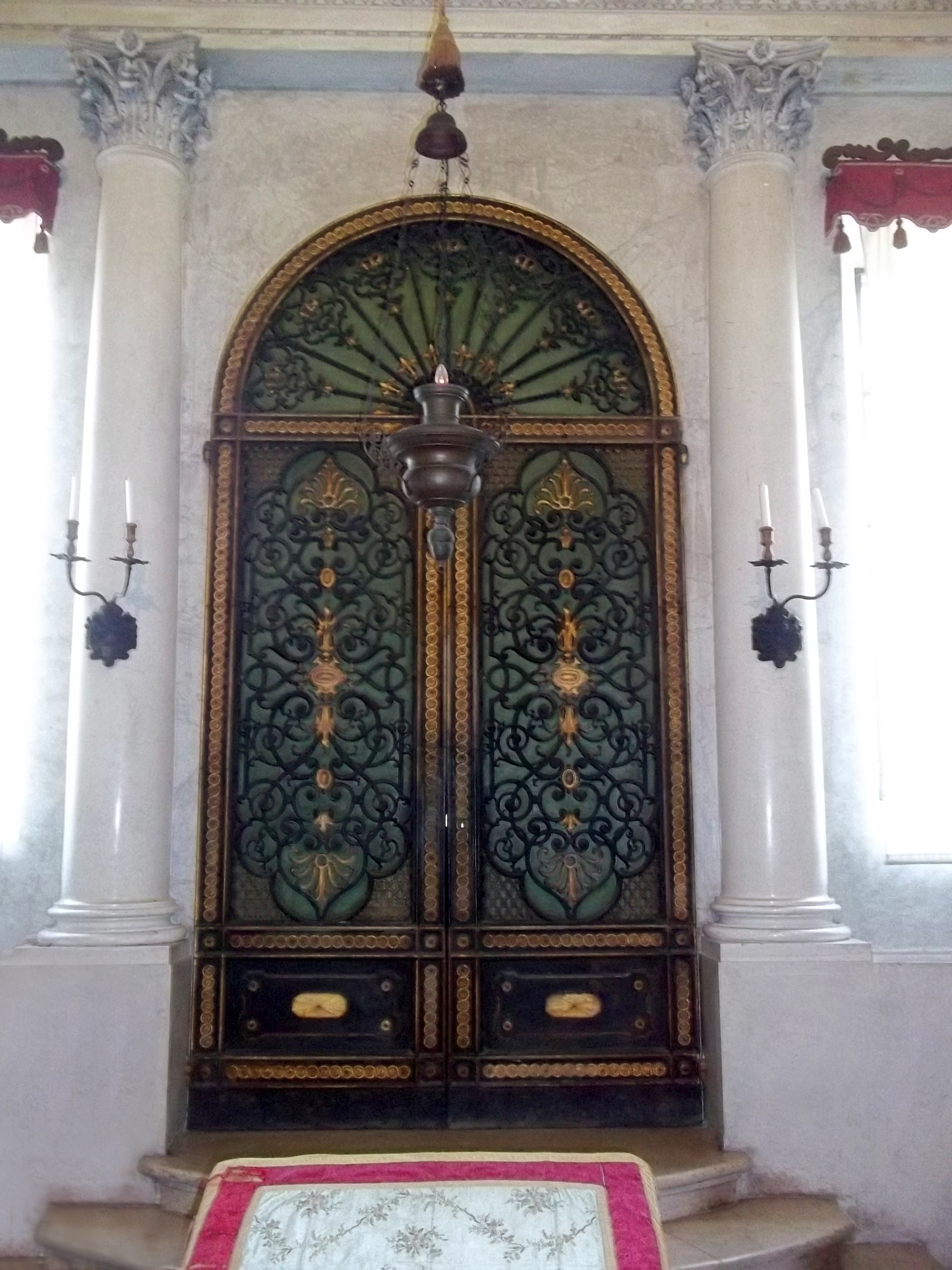
El aron de la sinagoga

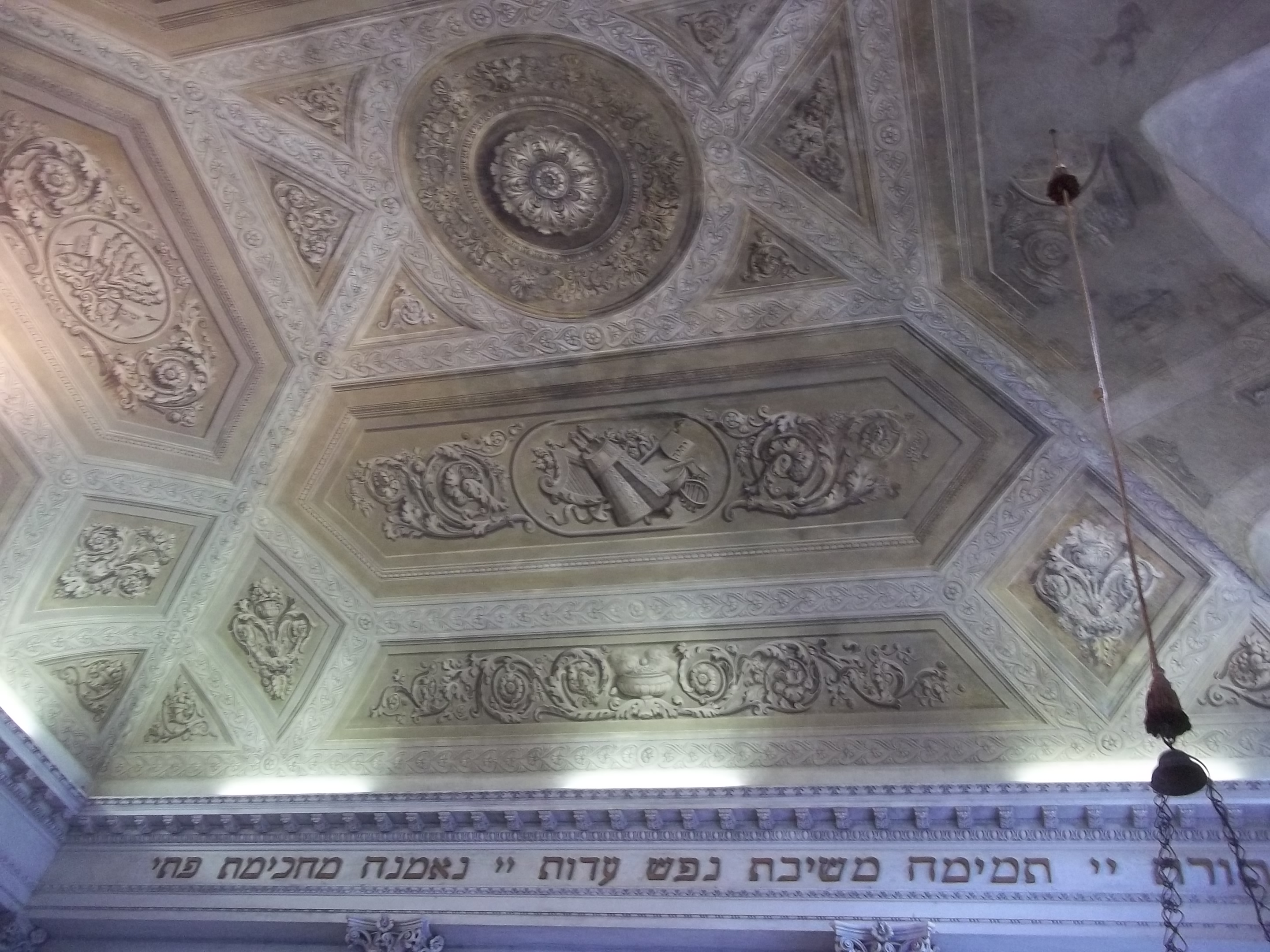
Frescos en el techo de la sinagoga

El palacio, que aloja a la sinagoga en el primer piso, carece externamente de cualquier elemento que revele la presencia del lugar de culto interno, como es típico de las antiguas sinagogas de gueto.
La sala de oración, precedida por un vestíbulo coronado por el matroneo, se desarrolla en un plano rectangular y está armoniosamente decorada en estilo neoclásico, con estucos de Antonio Rusca y frescos pintados por Giuseppe Levi.
Los muros están divididas por semicolumnas en estuco brillante marmoleado, coronados por capiteles corintios que sostienen el entablamento perimetral, adornados con inscripciones en hebreo del Libro de los Reyes y del Libro de los Salmos. La bóveda de claustro está decorada con frescos en claroscuro, representando motivos florales, objetos rituales e instrumentos musicales tradicionales.
La sala contiene una serie de bancos de madera frente al arón ha-kódes (Armario sagrado), ubicados en el nicho, a los que se accede subiendo tres escalones, colocados en el centro del muro frente a la entrada; el Armario Sagrado del siglo XIX, cerrado por dos puertas laminadas y recubiertas en oro, está precedido de una lámpara perpetua recubierta en plata y de un pequeño atril; a los lados hay dos grandes ventanales, coronados como el nicho por lunetas de arco de medio punto; en los extremos hay dos altos candelabros en bronce dorado.
El vestíbulo, decorado en el techo con frescos similares a los de la sala de oración, alberga los más preciados objetos del museo, incluidos los antiguos rollos de la Torá, mantos y capas, puntas y coronas, algunos pergaminos del Libro de Ester y un Sidur del siglo XVIII.
Desde el atrio, una escalera conduce al matroneo, con vista a la sinagoga a través de tres grandes rejas de hierro forjado, exquisitamente decoradas con motivos arabescos; la sala conserva ocho Ketubot finamente decorados, que datan de finales del siglo XVIII y principios del XIX.